# Sten Eriksson
Orr Sten Evert Eriksson (* 19. Januar 1935 in Älvdalen) ist ein früherer schwedischer Biathlet.
Sten Eriksson startete in seiner aktiven Zeit für den Verein Älvdalens Skyttegille in seinem Heimatort Älvdalen. Seinen größten internationalen Erfolg erreichte er mit der Teilnahme an den Olympischen Winterspielen 1964 in Innsbruck. Eriksson wurde als schlechtester Schwede des Einzels, dem einzigen Biathlon-Rennen bei diesen Spielen, 25. Eine bessere Platzierung vergab er wegen seiner sechs Schießfehler, seine Laufzeit hätte für den 15. Platz gereicht.